# Ommatius setiferous
Ommatius setiferous là một loài ruồi trong họ Asilidae. Ommatius setiferous được Scarbrough miêu tả năm 1988. Loài này phân bố ở vùng Tân nhiệt đới.